# Agranulocitose
Agranulocitose, também chamada de Granulocitopenia é um termo que designa uma certa alteração do sangue. Diz-se de uma condição aguda caracterizada pela falta ou acentuada redução de leucócitos granulócitos (neutrófilos, basófilos e eosinófilos), que são subtipos específicos de um tipo de célula sanguínea, os glóbulos brancos. A quantidade de granulócitos por volume de sangue abaixo da qual se considera como Agranulocitose é de 500 células por milímetro cúbico de sangue.

## Diagnóstico e quadro clínico
O diagnóstico é feito a partir de uma contagem sanguínea completa. A quaantidade de neutrófilos estará abaixo de 500 células/mm³, podendo atingir nulidade. O mielograma mostra células mielóide normocelulares com promielócitos com maturação interrompida. Para diagnosticar corretamente a agranulocitose, outras patologias com sintomatologia semelhante devem ser excluídas, como anemia aplástica, hemoglobinúria paroxística noturna, síndrome mielodisplásica e leucemia. Para isso, é indispensável a análise da medula óssea vermelha.

## Causas
As causas de Agranulocitose podem ser muito variadas e aí se incluem o uso de alguns medicamentos, exposição a radiação, imunodeficiência adquirida (AIDS), desnutrição e fatores genéticos, dentre outros.
Exemplo de droga que pode causar agranulocitose : Clozapina (antipsicótico usado para tratamento da esquizofrenia), Propiltiouracil (antitireoidiano usado no tratamento de hipertireoidismo), Dipirona (Analgésico de ação periférica também conhecido como Metamizol), e até mesmo cocaína adulterada, geralmente por Levamisol.

## Tratamento
O tratamento da Agranulocitose consiste, primariamente, na interrupção da exposição ao fator causador do distúrbio. O médico especialista nesta condição é o hematologista. Ele saberá diagnosticar a causa, estabelecer o tratamento e determinar as possibilidades de evolução e ou cura.

## Dipirona Sódica
A dipirona sódica (Metamizol) foi confirmada tendo relações de aplasia medular em usos prolongados além de agranulocitose. Foi introduzida em 1921 e desde então vem sendo largamente utilizada em preparações de venda livre. De largo uso em países como Brasil, Rússia, Israel, Espanha, México, Índia. Outros países restringiram as associações ao uso hospitalar ou apenas na forma injetável. Continuam disponíveis em muitos outros. Nos EUA foi retirado do mercado e proibido para exportação pelo FDA. Na Austrália, o Departamento de Saúde proibiu sua importação em 1965. Na Noruega foi retirado do mercado.
. 

A dipirona, substância analgésica mais vendida no Brasil, deverá ser analisada pelo governo, com a participação do Idec. Desde 1993, Consumidor S.A. já alertava para os riscos desse medicamento. A dipirona foi proibida nos EUA há trinta anos, após estudos terem revelado que seu uso ocasionaria uma doença fatal, a agranulocitose, que se caracteriza pela redução da quantidade de glóbulos brancos no sangue. Hoje, alguns países permitem seu uso hospitalar ou sob prescrição médica, mas apenas alguns países permitem sua comercialização irrestrita, como ocorre no Brasil. Dezessete países já proibiram a dipirona, que está presente em remédios como Anador, Buscopan composto, Doralgina, Dorflex, Doril P,

Espamodid Composto, Inib-Dor, Lisador, Neosaldina, Novalgina, Reflex e supositórios para uso adulto e infantil. .
Porém, estudos realizados no Brasil e em outros países indicam dados diferentes dos levantados nos Estados Unidos, aparentando uma possível tendência comercial nas decisões emanadas pela FDA, com lobby de grandes laboratórios. 